# Río Arinos
El río Arinos es un río de Brasil que discurre por el estado de Mato Grosso, un importante afluente del río Juruena, rama madre del río Tapajós, a su vez afluente del Amazonas en Santarem.
Da nombre a la Microrregión de Arinos.

## Geografía
El río Arinos nace en la sierra Azul, una modesta línea de colinas que se encuentra a 180 km al noreste de Cuiabá. Recibe al río Novo, un pequeño afluente más largo que él, y entonces toma dirección noroeste, casi rectilínea, y desemboca en el río Juruena, cerca de la pequeña ciudad del mismo nombre, después de recorrer 710 km (750 km si se considera la fuente del río Novo). Las principales ciudades atravesadas por el río son Juara (35.000 habitantes), Novo Horizonte do Norte  (3.760 hab.) y Porto dos Gaúchos (6.383 hab.).
El Arinos es un río importante que a veces, incorrectamente,  se considera como la principal fuente del río Tapajós; no lo es ni por longitud, ya que el São Manuel (o Teles Pires) es más largo que el Juruena-Arinos, ni lpor volumen, ya que el caudal medio del Arinos es significativamente menor que el del Juruena en la confluencia (1.350 m³/s y 2.300 m³/s respectivamente).
Como la mayoría de los ríos de la región, el curso del río Arinos es interrumpido por rápidos o cachoeiras que dificultan la navegación. Entre sus principales afluentes en la cuenca alta están el río Agua Verde (izquierda), el Parecis (izquierda), el río de los Patos (derecha) y el río Petro;  en el curso medio, el Sumidor; y en el curso bajo, el río Dos Peixes o Tatui (por la derecha, con una longitud de 330 km y con una cuenca de 14.540 km²), que le llega unos 60 km aguas arriba de su confluencia con el Juruena. En las partes media y baja corren paralelaos a él las montañas de la serra dos Caiabis y de la serra do Tombador. 
El primer europeo en descubrir el Arinos y navegar por él fue Joam de Souza e Azevedo.